# All Our Gods Have Abandoned Us
All Our Gods Have Abandoned Us es el séptimo álbum de estudio de la banda británica de metalcore, Architects, lanzado el 27 de mayo de 2016 a nivel mundial a través de Epitaph Records; a excepción de UNFD en Australia y New Damage en Canadá. El álbum alcanzó su punto máximo en el n° 109 en el Billboard 200, y llegó a n°15 en la lista de álbumes del Reino Unido, por lo que es el álbum más alto de la banda hasta la fecha.
Es el primer álbum de la banda en contar con el guitarrista Adam Christianson, tras su incorporación a la banda como miembro de tiempo completo después de su mandato como guitarrista de gira a través de 2012 a 2015. También es el último álbum de la banda para incluir al guitarrista fundador y compositor principal, Tom Searle, antes de su muerte el 20 de agosto de 2016, debido al cáncer.
Fue grabado en Gothenburg, Suecia, y fue descrito por Blabbermouth.net como el "el trabajo más pesado y más oscuro que Architects ha llegado a catalogar como [demente]" y 
"un álbum que desafía y progresa en un género que durante mucho tiempo se ha estancado, y abraza sus inspiraciones en un momento en que muchas bandas de rock y el heavy metal intentan esconderlas en busca de la corriente principal aceptación."

## Lista de canciones
Todas las canciones escritas por Tom Searle.

Todas las canciones escritas y compuestas por Tom Searle. 
| N.º | Título                           | Duración |  |
| 1.  | «Nihilist»                       | 2:51     |  |
| 2.  | «Deathwish»                      | 3:52     |  |
| 3.  | «Phantom Fear»                   | 4:06     |  |
| 4.  | «Downfall»                       | 4:04     |  |
| 5.  | «Gone with the Wind»             | 3:45     |  |
| 6.  | «The Empty Hourglass»            | 4:11     |  |
| 7.  | «A Match Made in Heaven»         | 3:48     |  |
| 8.  | «Gravity»                        | 3:18     |  |
| 9.  | «All Love Is Lost»               | 4:20     |  |
| 10. | «From the Wilderness»            | 3:44     |  |
| 11. | «Memento Mori»                   | 8:12     |  |
| 12. | «Silver Bullet» (Deluxe edition) | 3:05     |  |

## Personal
Architects
- Sam Carter – Voz
- Tom Searle – Guitarra líder, teclado, letras
- Alex Dean – Bajo
- Dan Searle – Batería
- Adam Christianson – Guitarra rítmica

Personal de estudio
- Henrik Udd – Grabación de sonido, ingeniero de sonido, mixeo, masterización
- Fredrik Nordström – producción adicional
- Johan Henriksson – asistente de ingeniería
- Randy Slaugh – strings and brass session production, arranging and engineering
- Linda Seare – violín
- Rebecca Bill – violín
- Jennifer Allen – violín
- Michael Rollins – viola
- Sara Cerrato – chelo
- Elizabeth Clarke – chelo
- Elizabeth Shill – French horn
- Tom Francis – Trombón

## Posicionamiento
| Lista (2016)                         | Posición más alta |
| ------------------------------------ | ----------------- |
| Australia (ARIA)                     | 2                 |
| Austria (Ö3 Austria)                 | 17                |
| Bélgica (Ultratop flamenca)          | 40                |
| Bélgica (Ultratop valona)            | 111               |
| French Albums (SNEP)                 | 139               |
| Alemania (Offizielle Top 100)        |                   |
| Nueva Zelanda (Recorded Music NZ)    | 25                |
| Suiza (Schweizer Hitparade)          | 27                |
| Reino Unido (UK Albums Chart)        | 15                |
| Reino Unido (UK Rock & Metal Albums) | 1                 |
| Estados Unidos (Billboard 200)       | 109               |